# Cementerio Católico de Maipú
El Cementerio Católico de Maipú es uno de los tres camposantos religiosos de fe católica que existen dentro de los límites urbanos de Santiago de Chile, junto al Cementerio Católico de Recoleta y el que está ubicado en Puente Alto (Bajos de Mena). Se encuentra ubicado en la comuna chilena de Maipú y actualmente es administrado por la Corporación Acoger, una iniciativa privada impulsada por el Arzobispado de Santiago.

## Historia
La creación de este cementerio tiene directa relación con la erección de la Capilla de la Victoria — cuyos restos se preservan en la actualidad por delante del Templo Votivo de Maipú —, llamada así por el triunfo del bando patriota en la Guerra de la Independencia de Chile, el cual tuvo como resultado la instauración de la república. Aunque el dueño del Cementerio Parroquial es el Arzobispado de Santiago, la administración del recinto se le ha otorgado a diversas organizaciones a través del tiempo. La primera fue la parroquia Nuestra Señora del Carmen, por lo que recibió el nombre inicial de «Cementerio Parroquial»; posteriormente, en 1995, fue el turno de la Fundación del Carmen —momento desde el cual el recinto pasó a llamarse Cementerio Católico— y finalmente la organización Acoger Santiago S.A. En un comienzo, se armó un cementerio de pequeñas dimensiones en un terreno donado por Agustín Santiago Llona en 1895; sin embargo, debido a las crecidas del río Mapocho y de otros cursos de agua del sector durante los inviernos, provocaban inundaciones en el lugar, por lo que obligó a las autoridades eclesiásticas de buscar otro lugar más elevado, trasladando a la mayoría de los difuntos sepultados hacia su ubicación actual, en una colina en paralelo al recinto del Templo Votivo, al otro lado de la Avenida Camino a Rinconada, corresponde a un terreno donado a la Iglesia católica por la familia Pérez Canto a comienzos del siglo XX. La entrada principal fue modificada para hacerla más accesible al público y para el ingreso expedito de las carrozas fúnebres, trasladándose hasta donde se ubica en la actualidad. 
En 1989, durante excavaciones realizadas para la construcción de un conjunto habitacional, fueron encontrados cadáveres en el subsuelo de las antiguas dependencias del cementerio. En un inicio, se especuló que podían pertenecer a soldados caídos en la batalla de Maipú, como también de ejecutados políticos clasificados como detenidos desaparecidos. Estudios realizados por un equipo de expertos del Museo Nacional de Historia Natural de Chile, quienes analizaron los cuerpos encontrados y recabaron testimonios de los residentes locales más antiguos, concluyeron que dichos restos mortales correspondían a personas sepultadas en el primer cementerio, denominado «Cementerio Histórico de la Rinconada», que no fueron exhumados para ser trasladados a la ubicación actual del camposanto.
Como consecuencia del terremoto de 1985, varios pabellones que se habían edificado en el cementerio colapsaron, obligando a las autoridades sanitarias a clausurar el recinto por casi un año. Veinticinco años después, otro terremoto provocó el derrumbe de dos pabellones y unos pocos mausoleos y dejó daños de consideración en algunas estructuras, sin embargo, no fue decretada la clausura del lugar.
En el siglo XXI y como parte de las celebraciones del Día de los Patrimonios, en mayo de cada año organizaciones culturales maipucinas realizan recorridos al interior del cementerio.

## Galería

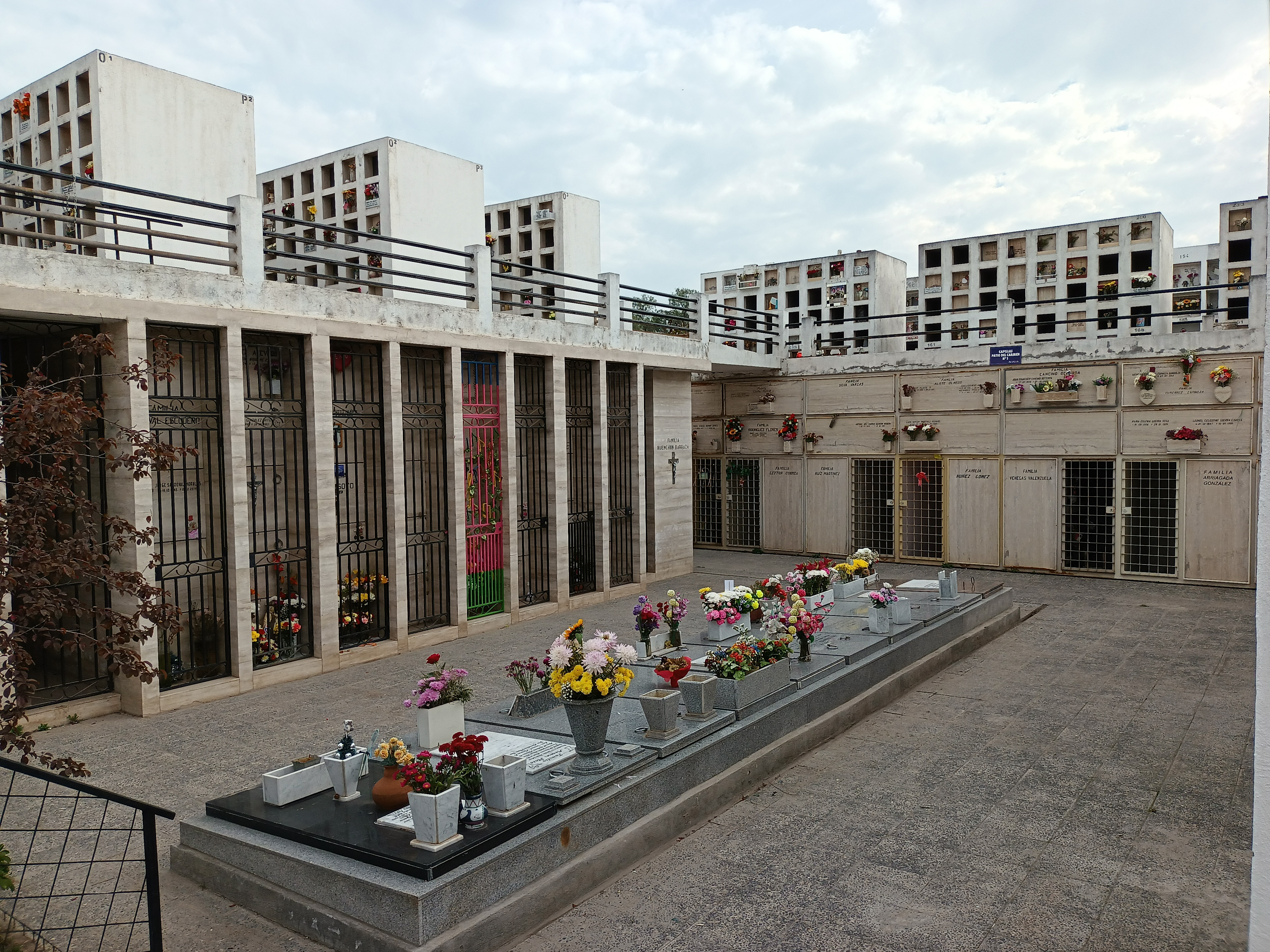
Vista hacia los nichos.
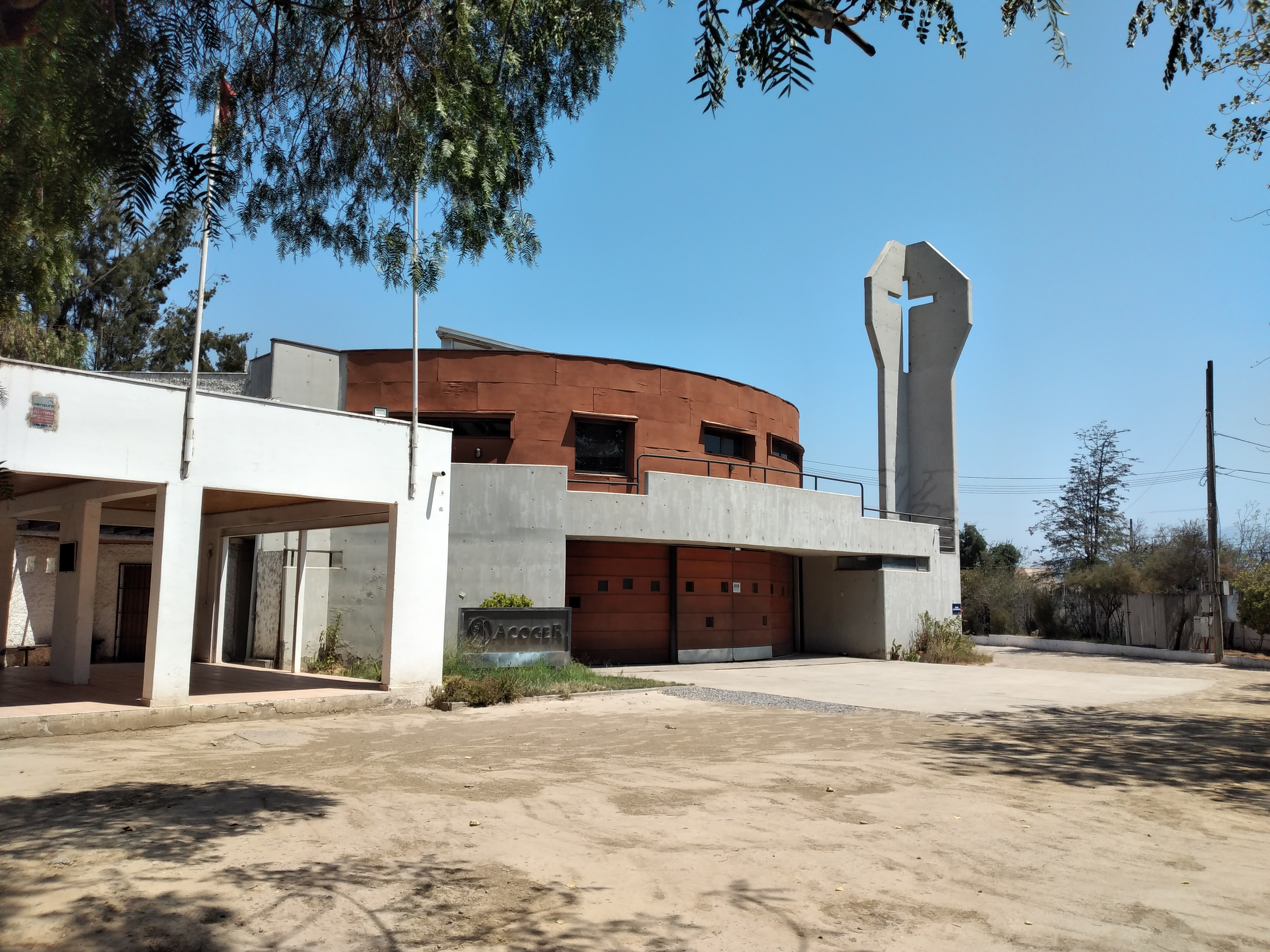
Capilla funeraria al interior del cementerio, construida en estilo moderno.
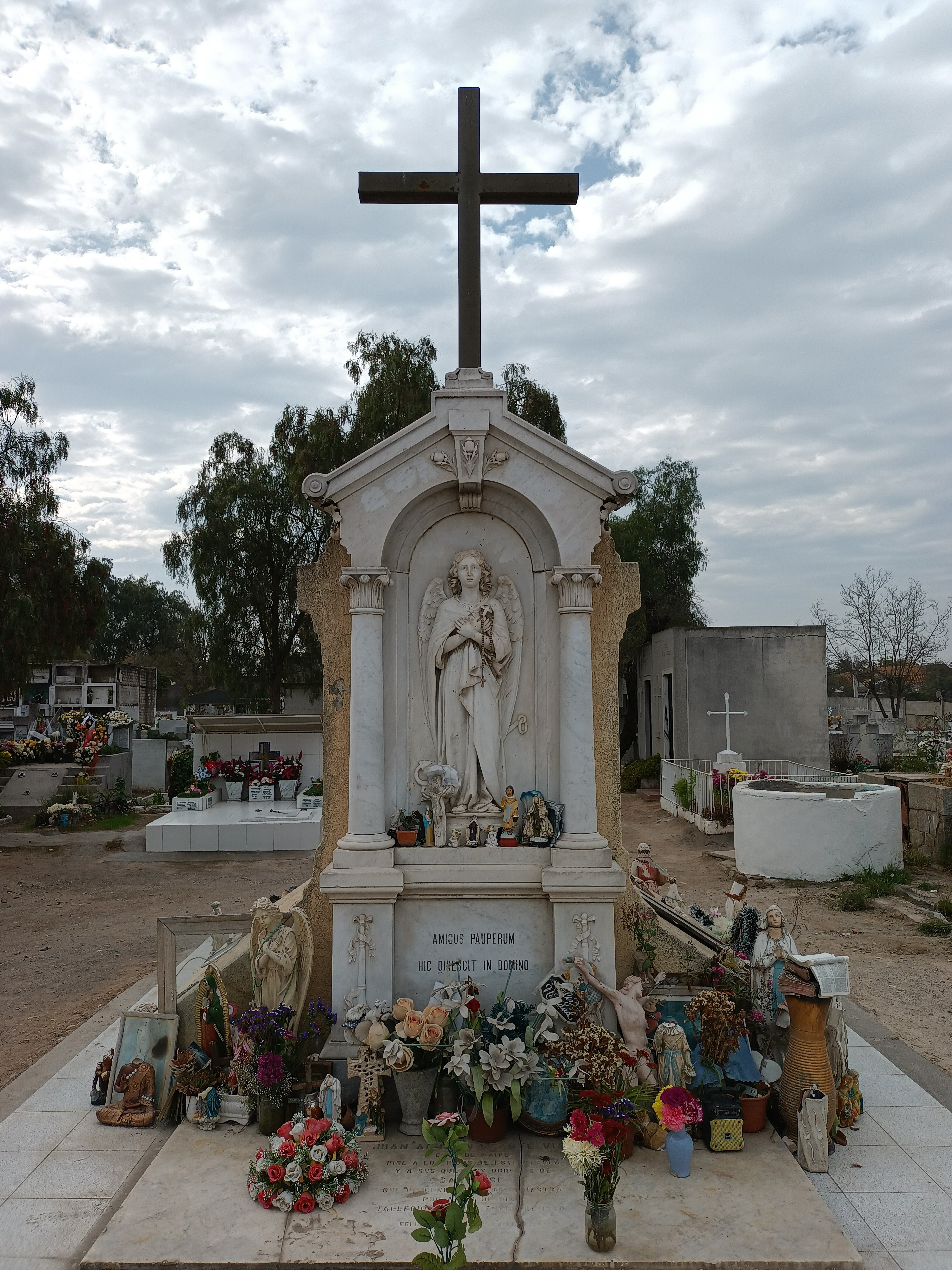
Tumba de Juan Agustín Ugarte Vial, sacerdote católico.
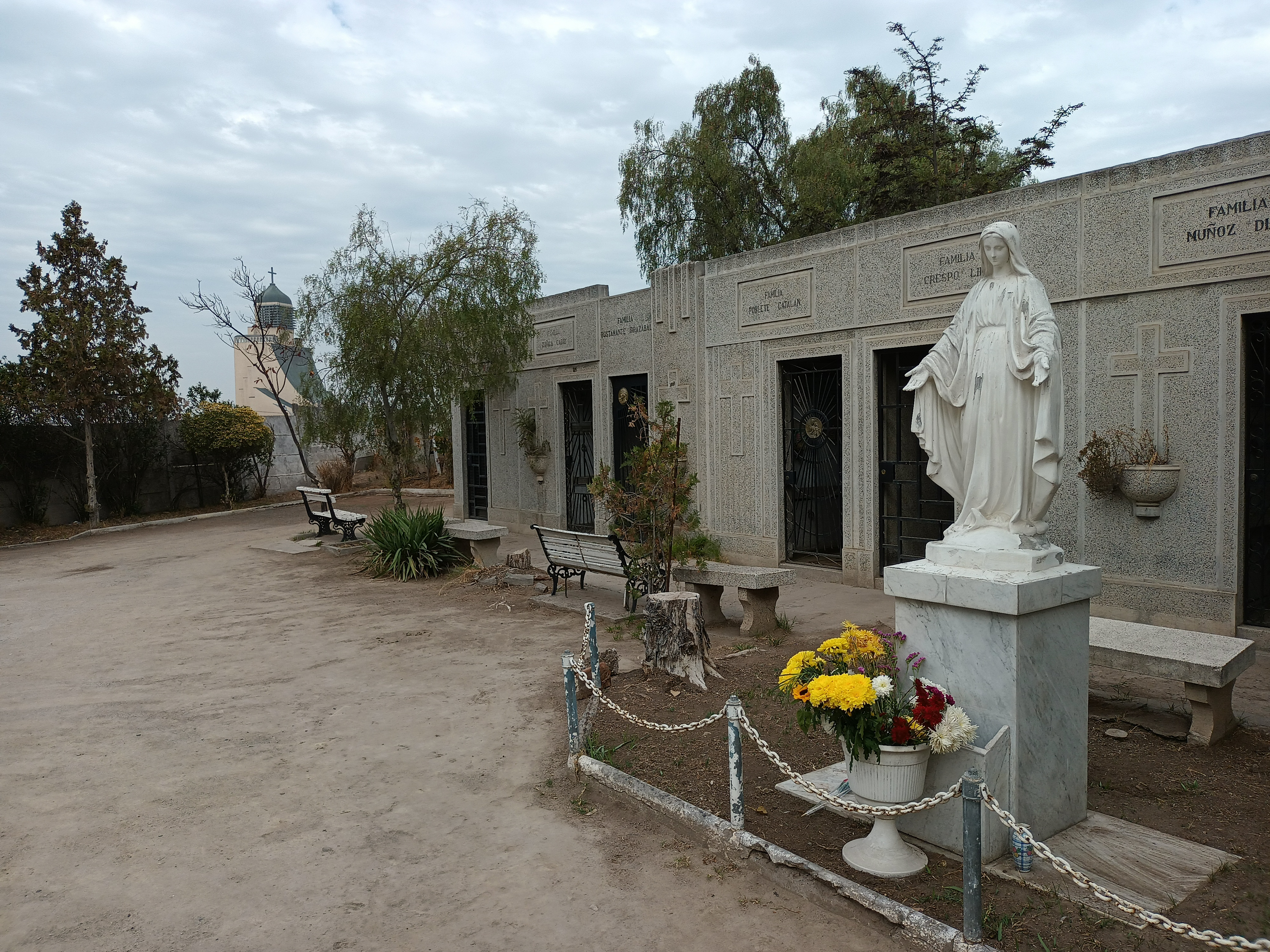
Vista hacia los mausoleos por el acceso principal.
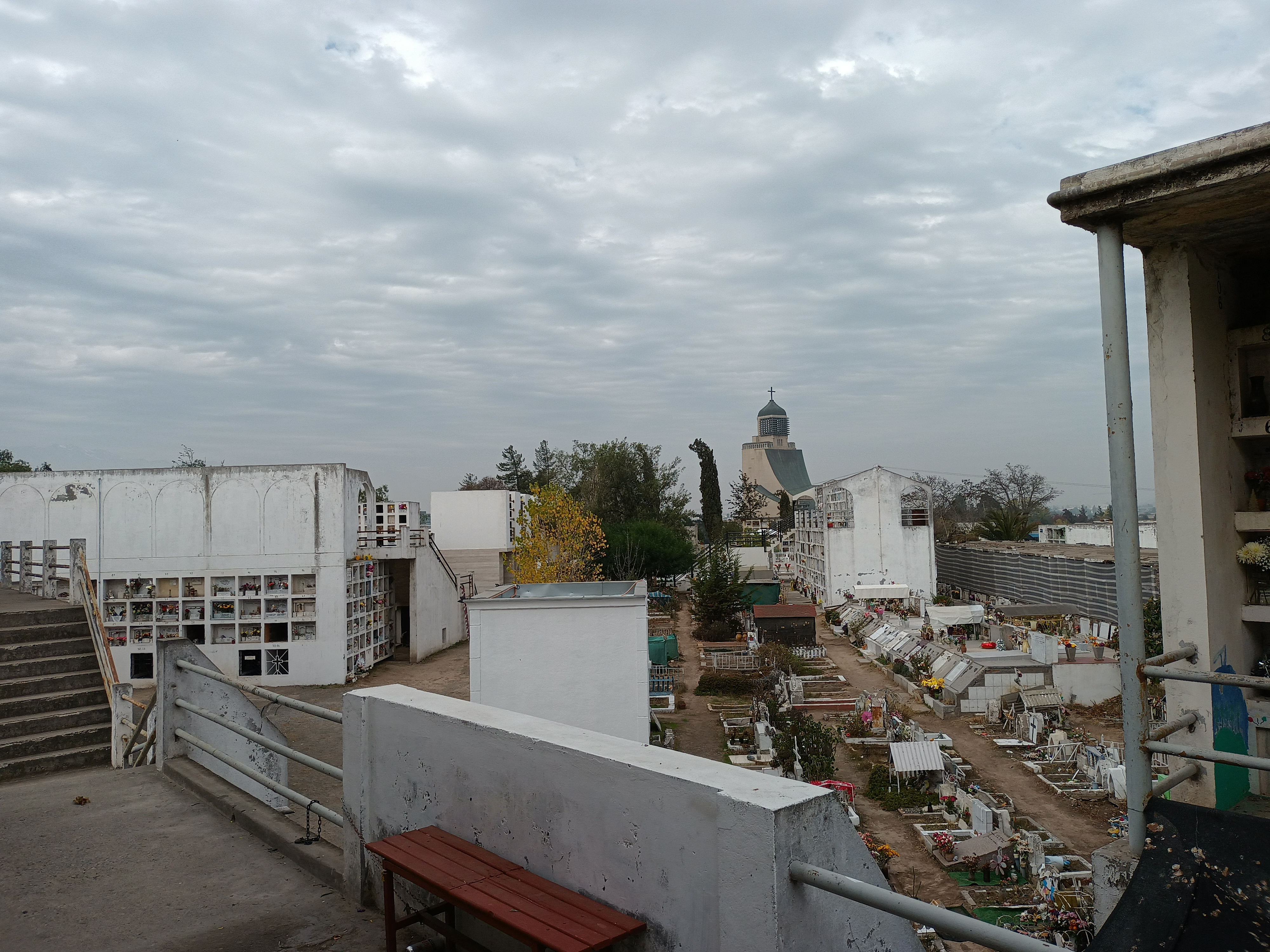
Vista hacia el Templo Votivo desde las escalinatas de los nichos.
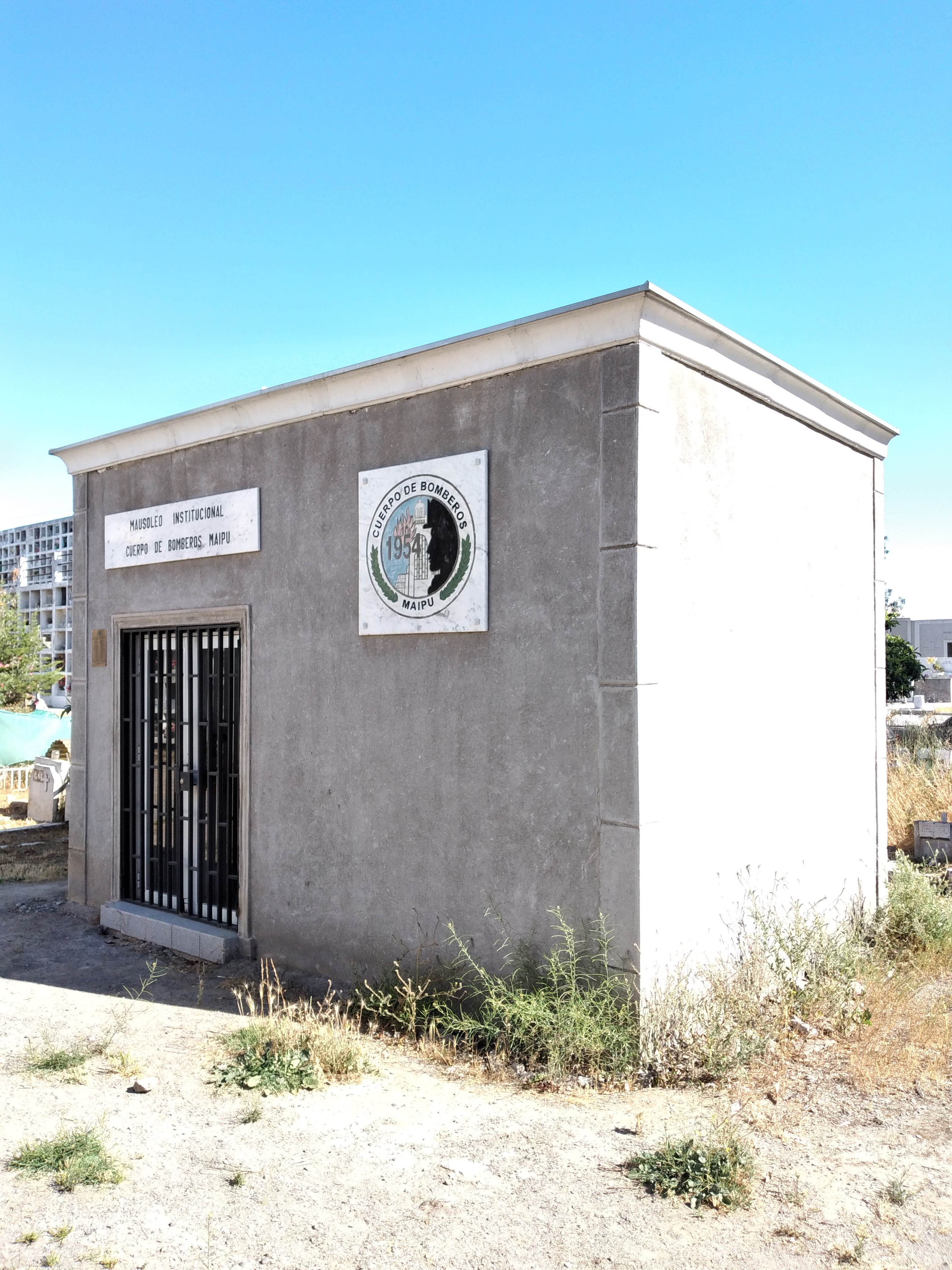
Mausoleo institucional del Cuerpo de Bomberos de Maipú.
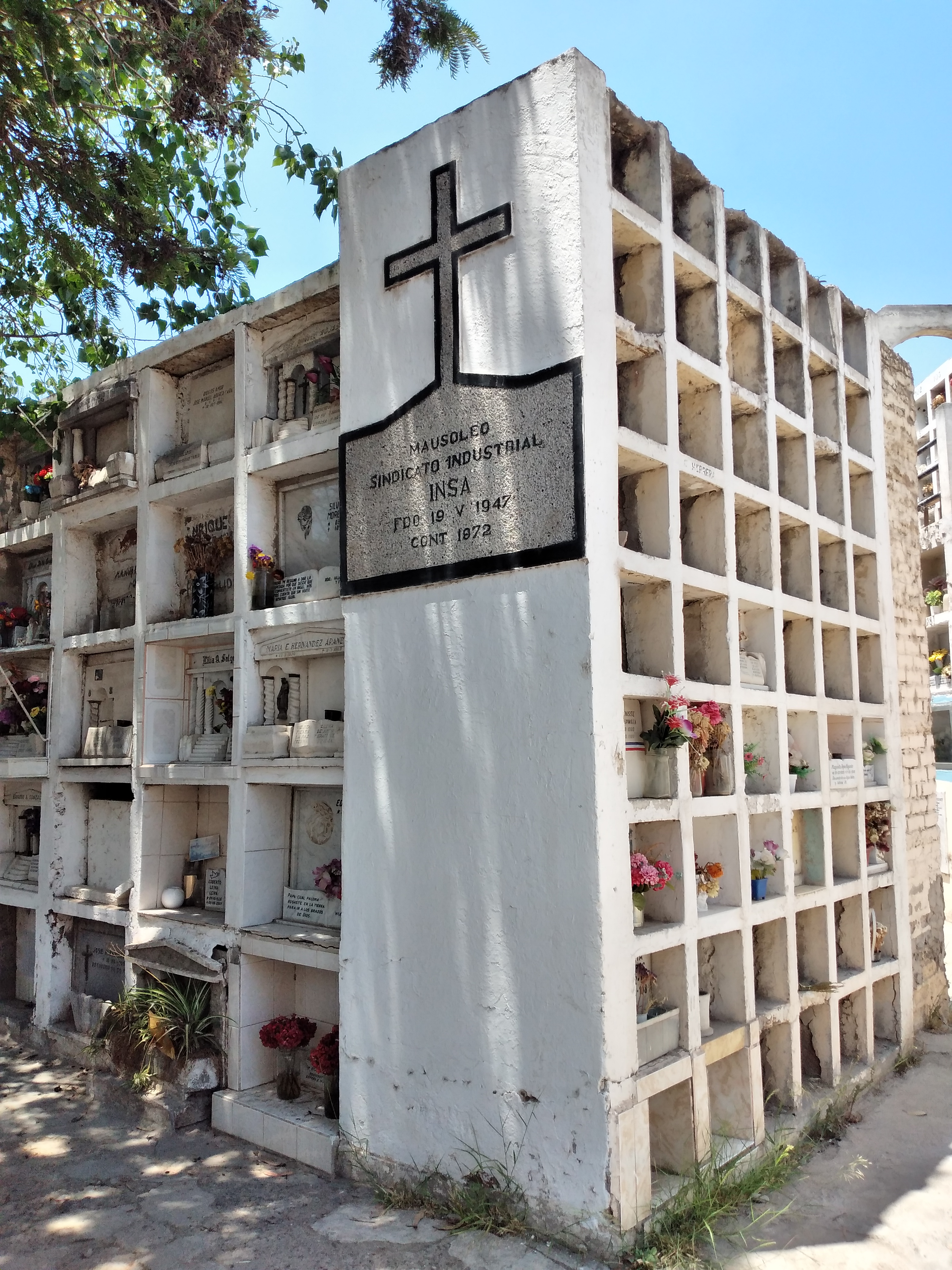
Mausoleo del sindicato industrial INSA (Industria Nacional de Neumáticos).
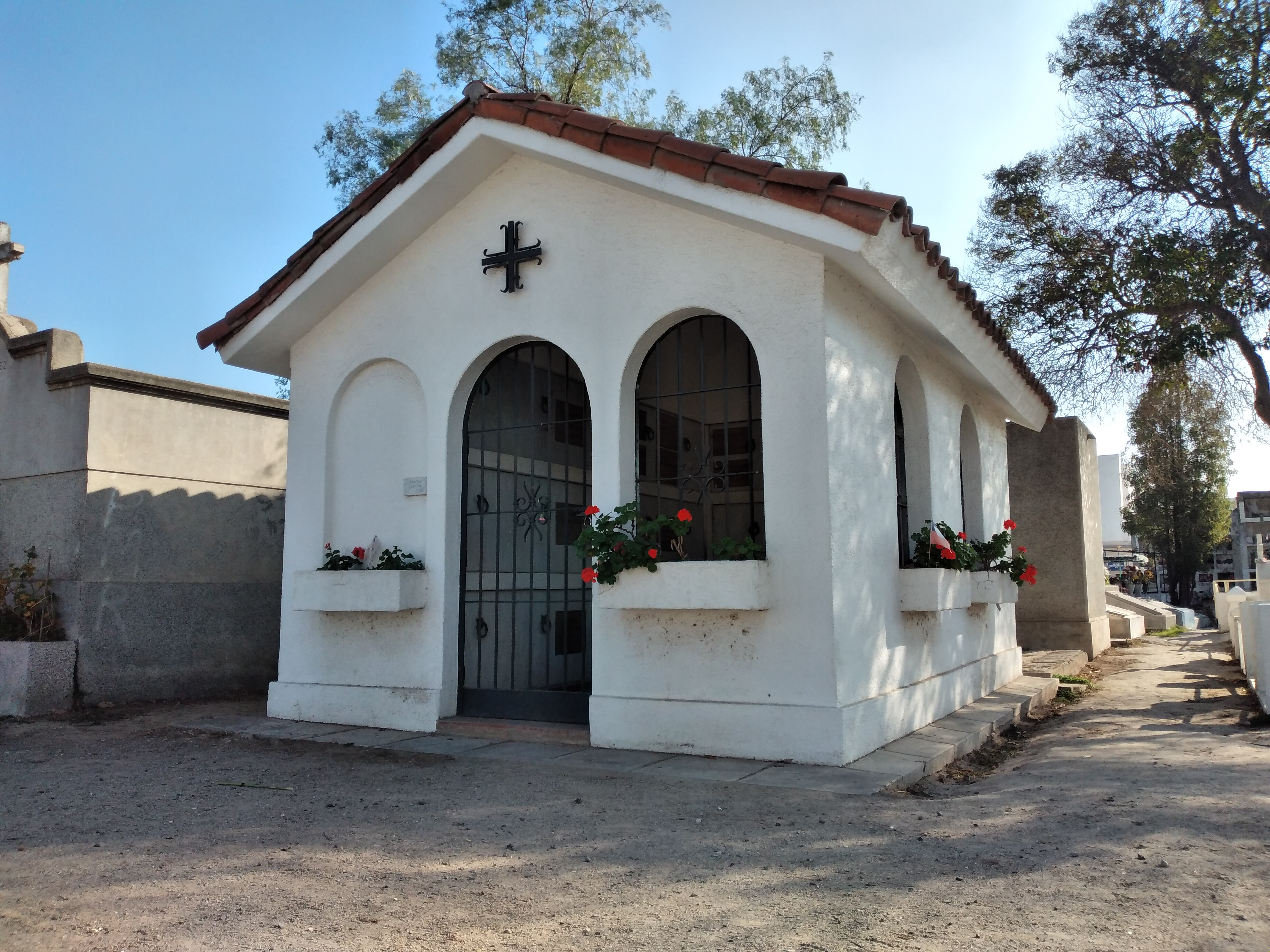
Mausoleo de la congregación ursulina.
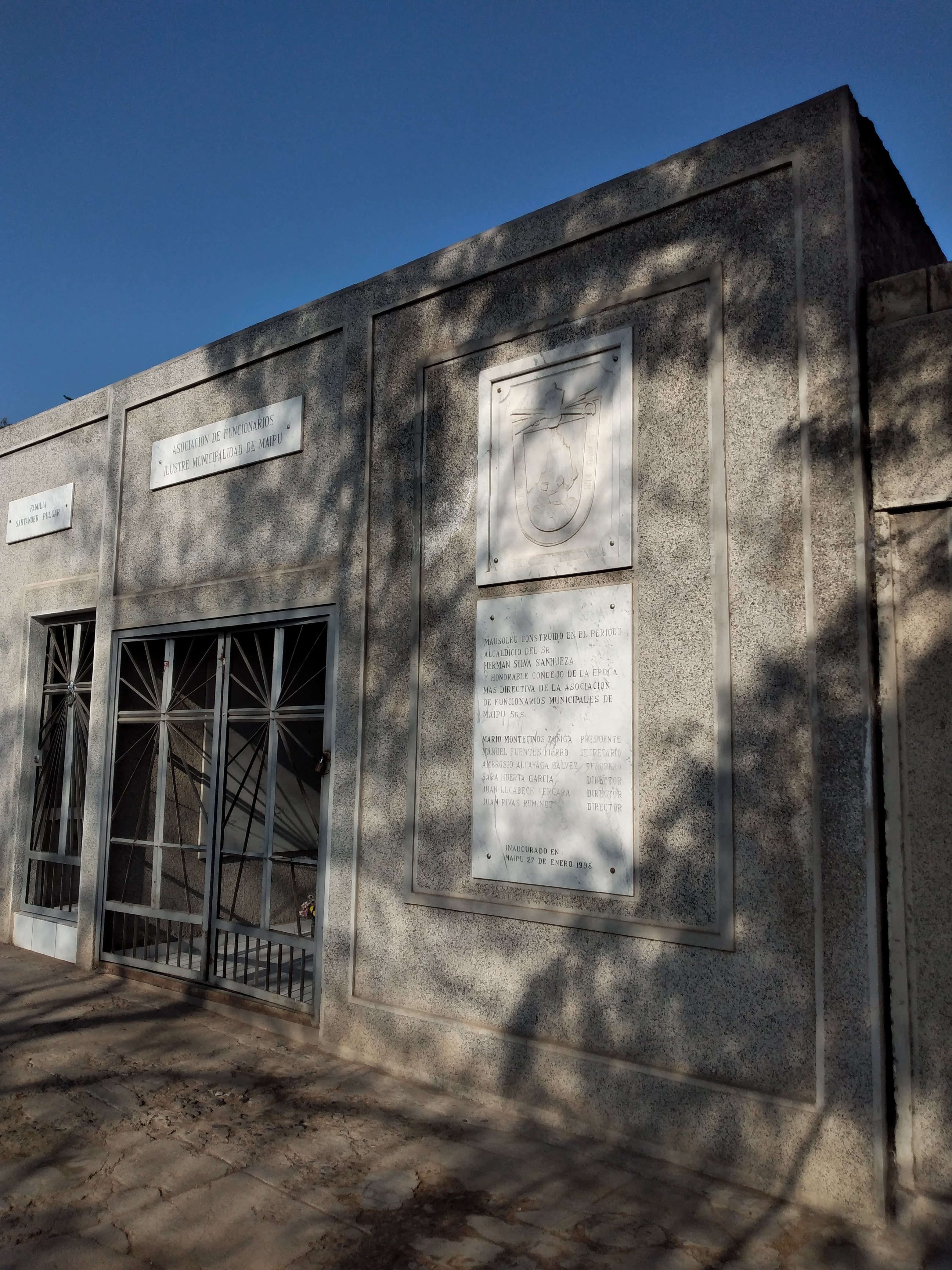
Mausoleo de la Asociación de Funcionarios de la Municipalidad de Maipú.